# Relaciones Canadá-Alemania
Canadá y la República Federal de Alemania tienen relaciones positivas, ya que son aliados cercanos y miembros de la OTAN y del G7.

## Historia

### Antes de 1776
Los primeros contactos entre Alemania y Canadá se produjeron en Nueva Francia, la zona de Norteamérica colonizada por Francia en el siglo XVII. Varios alemanes emigraron a la colonia durante la posesión colonial francesa, entre 1663 y 1763, y se mezclaron con la población francesa. Sin embargo, la primera gran migración alemana a Canadá se produjo tras la conquista inglesa de Nueva Escocia. Un número significativo de alemanes sirvió en la fuerza invasora británica y posteriormente optó por establecerse en las nuevas tierras. La población de la colonia estaba formada principalmente por acadianos católicos francófonos. Como la mayoría de los colonos británicos preferían establecerse en las colonias meridionales, más cálidas, la administración británica se enfrentó a un problema demográfico de enormes proporciones. Un agresivo plan de reclutamiento de protestantes extranjeros comenzó a equilibrar las estadísticas demográficas. La mayoría de los colonos atraídos procedían de los ducados y principados alemanes del Alto Rin, en el actual Estado federado de Renania-Palatinado. El ducado de Wurtemberg fue la principal fuente de estos inmigrantes. Debido a esta emigración, muchos pueblos de la costa sur de Nueva Escocia, como Lunenburg, Kingsburg y Waterloo, llevan nombres claramente alemanes. Muchos de los nombres de islas, playas y puntos también son alemanes y hay muchas iglesias luteranas.

### 1776 a 1900
La migración de alemanes a Canadá tras la Revolución de las trece colonias fue aún mayor, ya que los alemanes constituyeron una gran parte de los lealistas del Imperio Unido que huyeron a Canadá. Estos lealistas y muchos mercenarios alemanes contratados por Gran Bretaña lucharon para defender la Norteamérica británica. Algunos de estos mercenarios decidieron establecerse en Canadá una vez expirados sus términos, y varios del regimiento de Brunswick se asentaron en Quebec, al suroeste de Montreal y al sur de la ciudad de Quebec. El grupo más numeroso que huyó de Estados Unidos fue el de los menonitas, discriminados en ese país por sus creencias pacifistas. Se trasladaron a lo que hoy es el suroeste de Ontario, asentándose en los alrededores de Berlín, Ontario (hoy Kitchener). Este numeroso grupo también atrajo a nuevos emigrantes de Alemania, de los que unos 50 000 se instalaron en la región en las décadas siguientes. A partir de 1896, el oeste de Canadá atrajo de nuevo a un gran número de inmigrantes volksdeutsche (alemanes étnicos), en su mayoría procedentes de Europa del Este. Una vez más, destacaban los menonitas, perseguidos por el régimen zarista ruso por negarse a servir en el ejército imperial ruso. Acostumbrados a las duras condiciones de la agricultura en Rusia, muchos de estos colonos fueron de los que mejor se adaptaron a las praderas canadienses.

### 1900 al presente

#### Planes alemanes para guerras hipotéticas
A principios del siglo XX, la carrera naval anglo-alemana tuvo repercusiones en la política canadiense, ya que la Royal Navy se vio obligada a replegar cada vez más buques a las aguas nacionales para hacer frente a la creciente Flota de Alta Mar alemana a través del Mar del Norte. Canadá carecía de armada antes de 1910, y la retirada de los buques británicos de aguas norteamericanas dejó expuestas las costas canadienses. En 1906, Gran Bretaña cerró sus bases navales canadienses de Halifax, en la costa atlántica, y Esquimalt, en la costa del Pacífico, y retiró las últimas guarniciones británicas en Canadá, haciendo a este país completamente responsable de su propia defensa por primera vez en su historia. La Marina alemana realizó numerosos ejercicios de planificación de posibles guerras. Varios implicaban a Canadá. Por ejemplo, el plan OP III para una hipotética guerra con Estados Unidos preveía un desembarco en las provincias marítimas antes de marchar hacia Nueva Inglaterra para tomar Boston.Los historiadores canadienses Roger Sarty y Michael Hardly calificaron el plan de invasión OP III para la conquista de Estados Unidos de «fantasía» del emperador Guillermo II, pero que éste se tomó en serio. Como parte del plan, la cañonera alemana SMS Panther realizó un largo viaje en 1905-06 a lo largo de las costas atlántica y pacífica de Estados Unidos y Canadá en busca de los mejores lugares para desembarcar una fuerza de invasión y de fondeaderos secretos donde reabastecer a las fuerzas navales alemanas. En 1908, un ejercicio de planificación de la Marina alemana informó de que Halifax era el mejor lugar para desembarcar una fuerza de invasión en la costa atlántica, diciendo que era un puerto importante y que los fuertes destinados a protegerlo podían ser tomados; el mismo informe también afirmaba que la ciudad de Quebec también debía ser tomada, mientras que Port Angeles, en el estado de Washington, era el mejor lugar para desembarcar una fuerza de invasión en la costa del Pacífico para apoderarse tanto de Vancouver como de Seattle. Aunque el gobierno canadiense no estaba al corriente de estos planes, Ottawa se habría alarmado mucho si los funcionarios canadienses hubieran conocido este aspecto de un plan de guerra contra Estados Unidos.
En 1908, el Kaiser alemán Guillermo II afirmó que la política exterior británica pronto se vería confundida entre la necesidad de «proteger» a Canadá y el mantenimiento de la alianza con Japón. En un intento de causar disensión en las relaciones anglo-canadienses, Guillermo ofreció la Flota de Alta Mar para proteger a Canadá del «Peligro Amarillo».
En 1908-1909, surgió el temor de que Gran Bretaña se estuviera quedando rezagada en la carrera naval, lo que provocó un gran estallido de sentimientos probritánicos y antialemanes en Canadá. Surgieron llamamientos para ayudar a la «madre patria». La oposición conservadora, liderada por Robert Borden, exigió que Canadá aportara dinero a la Royal Navy, petición rechazada por el primer ministro liberal, Sir Wilfrid Laurier. Aunque Laurier prefería no gastar dinero en armadas, su promesa de crear una fuerza naval canadiense durante los debates del 29 de marzo de 1909 le había atrapado, y en agosto de 1909 los británicos presionaron a los canadienses para que crearan su propia armada, lo que llevó al gobierno a aprobar la legislación necesaria. El 4 de mayo de 1910 se creó la Marina Real Canadiense. Sin embargo, sólo constaba de dos cruceros, uno para la costa atlántica y otro para la costa del Pacífico. La Marina Imperial Alemana informó al Kaiser de que esto no suponía ningún peligro para la poderosa Flota de Alta Mar.

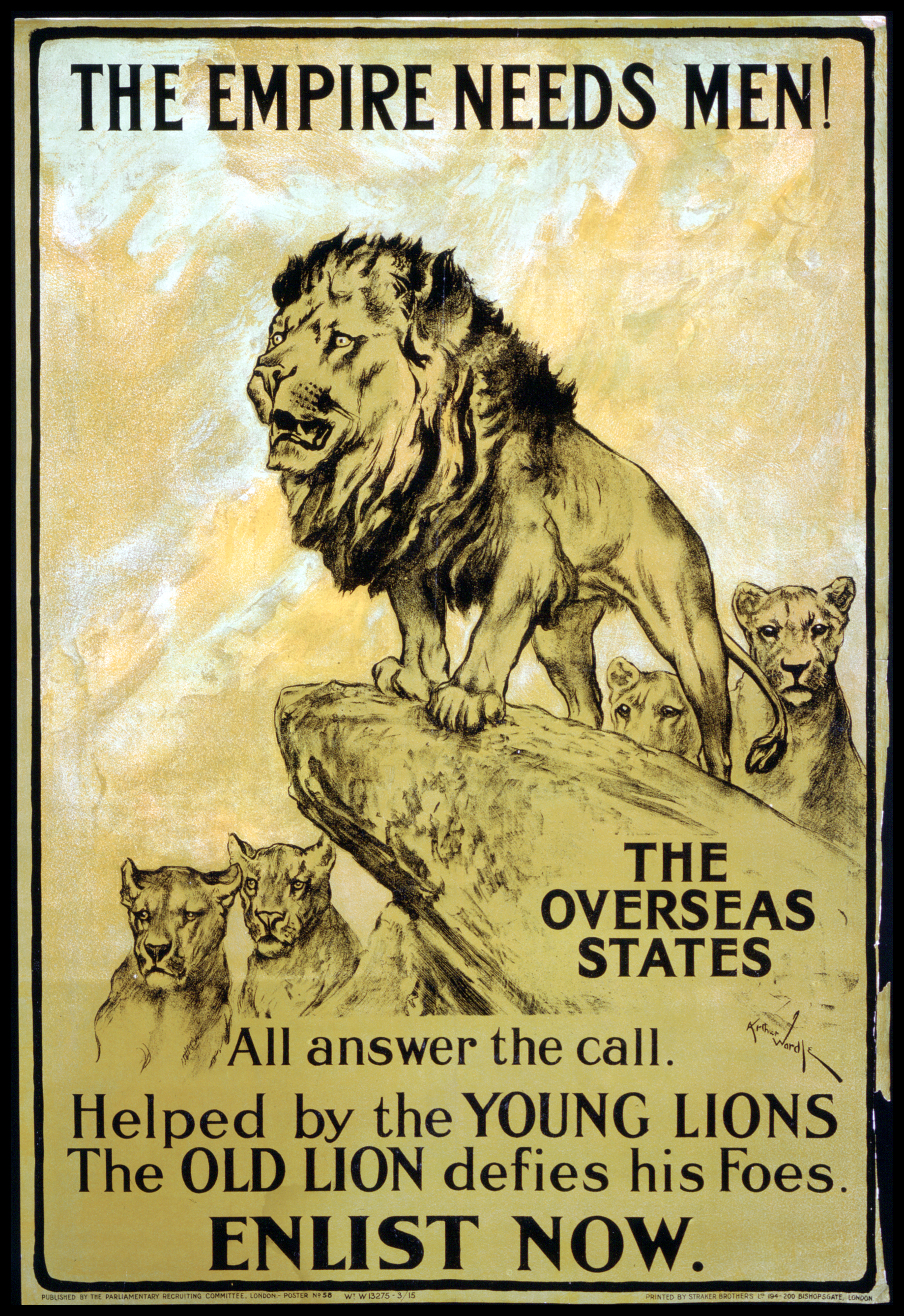
«¡El imperio necesita hombres!» cartel de guerra llamando a voluntarios.

#### Canadá se une a Gran Bretaña en la Primera Guerra Mundial
El 1 de agosto de 1914, Alemania invadió Bélgica y Gran Bretaña declaró la guerra para proteger a su aliado Francia. Canadá, como miembro del Imperio Británico, estaba automáticamente en guerra. Muchos hombres alemanes en Canadá eran reservistas en el ejército alemán que escaparon a los Estados Unidos neutrales, donde reservaron un pasaje para regresar a la Patria. El embajador alemán en los Estados Unidos neutrales , Johann Heinrich von Bernstorff, hizo varios esfuerzos fallidos para sabotear el esfuerzo bélico canadiense. Circularon muchos rumores y se tramaron complots, pero no se llevó a cabo ningún sabotaje exitoso importante. "Extranjero enemigo" era el estado de 393.000 alemanes que vivían en Canadá; solo 2009 fueron enterrados.

#### Conferencia de Paz de París de 1919
En la conferencia de paz de París entre enero y junio de 1919, la delegación canadiense estuvo encabezada por el primer ministro, Sir Robert Borden, lo que marcó la primera vez que el jefe de Gobierno canadiense encabezó una delegación en una conferencia internacional importante. Inicialmente, se acordó que Alemania pagaría reparaciones a las naciones que sufrieron daños por la guerra, lo que garantizaría que Francia hubiera recibido la mayoría de las reparaciones, ya que gran parte del norte de Francia se había convertido en un páramo por la guerra. El primer ministro británico, David Lloyd George, motivado por los celos por el hecho de que Gran Bretaña habría recibido una cuenta relativamente pequeña de las reparaciones en comparación con Francia, presentó la demanda de que Alemania pague las pensiones de todos los militares, viudas, y huérfanos para todo el imperio británico, demanda que destruyó cualquier posibilidad de acuerdo en la conferencia de paz para las reparaciones. El texto final del Tratado de Versalles simplemente establecía que Alemania acordó pagar reparaciones a la Entente con la suma precisa que se determinaría en otra conferencia internacional, ya que las delegaciones aliadas no pudieron ponerse de acuerdo sobre las sumas en la conferencia de paz de París. En la conferencia de paz de París, Canadá apoyó la demanda británica de reparaciones alemanas para cubrir todas las pensiones relacionadas con la guerra para el imperio británico. Cuando la conferencia internacional prometida para decidir el monto de las reparaciones finalmente se llevó a cabo en Londres en 1921, la demanda de reparaciones alemanas para cubrir las pensiones del imperio británico se descartó silenciosamente por poco práctica.

#### Apaciguamiento de Alemania en la década de 1930

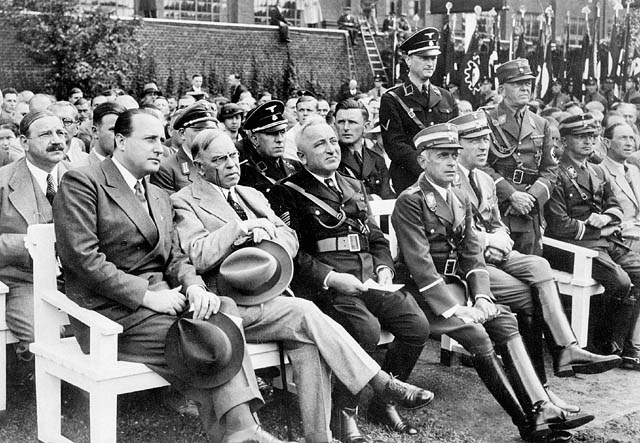
El primer ministro canadiense William Lyon Mackenzie King (segundo desde la izquierda) en las ceremonias de apertura de la competencia deportiva alemana, junio de 1937

Bajo el liderazgo de William Lyon Mackenzie King, primer ministro de 1921 a 1926, de 1926 a 1930 y de 1935 a 1948, Canadá apoyó constantemente el apaciguamiento, argumentando que el Tratado de Versalles era demasiado duro con Alemania y necesitaba ser revisado. El historiador canadiense Robert Teigrob describió a Mackenzie King como uno de los apaciguadores más ardientes de toda la Commonwealth, que vio el apaciguamiento como la mejor política tanto moral como práctica. El historiador canadiense CP Stacey argumenta que King era un espiritista que sentía que tenía la misión de Dios de restaurar la paz en el mundo. En junio de 1937, Mackenzie King realizó la primera visita de un primer ministro canadiense a Alemania. Mackenzie King se había criado en Berlín, Ontario (la moderna Kitchener), en ese momento una ciudad de habla alemana en su mayoría, y hablaba alemán con fluidez. Mackenzie King se reunió con Adolf Hitler el 19 de junio de 1937 en Berlín, y en un relato de su reunión que envió al primer ministro británico Neville Chamberlain, Mackenzie King escribió que "la impresión obtenida por esta entrevista fue muy favorable". Mackenzie King elogió a Hitler como un hombre cálido y afectuoso que estaba profundamente preocupado por los problemas de la gente común y afirmó que estaba impresionado "por la manera tan positiva en que Hitler habló de la determinación de él y sus colegas de no permitir ningún recurrir a la guerra". Mackenzie King llamó a Hitler un "hombre de profunda sinceridad y un patriota genuino" que a veces tuvo que usar métodos despiadados debido a los "grandes problemas" que enfrentaba.
En julio de 1939, Mackenzie King le escribió a Hitler pidiéndole que no permitiera que la crisis de Danzig desencadenara otra guerra mundial, escribiendo extensamente sobre cuánto admiraba a Hitler, lo consideraba uno de sus mejores amigos y hablaba de su deseo de trabajar con der . Führer para salvar la paz. Mackenzie King concluyó: "Sé que aceptará esta carta con el espíritu con el que fue escrita, una expresión de la fe que tengo en el propósito que tiene en el corazón, y de la amistad consigo mismo que tiene". sido tan amable de compartir conmigo". Hitler en su respuesta dijo que recordaba haber conocido a Mackenzie King "con placer", y luego procedió a ignorar la crisis de Danzig diciendo que quería que 12 estudiantes universitarios canadienses y oficiales del ejército visitaran Alemania. Hitler escribió que el propósito de la visita sería "transmitir al pueblo canadiense una imagen impresionante de la fuerza recién ganada de la Gran Alemania y su voluntad de trabajo constructivo pacífico".
Mackenzie King se sintió fuertemente conmovido por la carta de Hitler y aceptó la oferta de que 12 canadienses visitaran Alemania, lo que de alguna manera creía que conduciría a una resolución pacífica de la crisis de Danzig. Mackenzie King le dijo al embajador alemán en Ottawa que consideraba la carta de Hitler "como una evidencia de la confianza que sentí que se había establecido entre Hitler y yo en el momento de nuestra reunión, y el sincero deseo compartido de que cada esfuerzo debería encontrarse hacia el entendimiento mutuo". Mackenzie King pasó el resto del verano de 1939 trabajando en la organización de la visita, pero la invasión alemana de Polonia el 1 de septiembre de 1939 puso fin al plan. El historiador estadounidense nacido en Alemania Abraham Ascher escribió que cualquiera que lea la relación de Mackenzie King con Hitler junto con la de Lord Lothian (un destacado aristócrata escocés partidario del apaciguamiento) "no puede evitar quedar desconcertado por la superficialidad y la credulidad de estos dos autores" como Lord Lothian y Mackenzie King se convencieron de que Hitler era un hombre de paz idealista. Bajo el liderazgo de Mackenzie King, Canadá tuvo una de las políticas más restrictivas contra la aceptación de refugiados de Alemania. Entre 1933 y 1939, Canadá aceptó solo 2000 refugiados de Alemania.

#### Segunda Guerra Mundial
Una semana después de que el Rey de Gran Bretaña declarara la guerra a Alemania, Canadá hizo lo mismo con una votación en el Parlamento. No hubo debate: el voto fue unánime excepto por un pacifista. La demora fue para validar la decisión independiente de Canadá en términos de su nueva libertad en política exterior. A pesar de las repetidas solicitudes de Ottawa, Londres y Washington se negaron a compartir la toma de decisiones importantes con Ottawa.
Los roles de combate de Canadá se centraron en el Atlántico norte y luego en Italia y el noroeste de Europa. En total, alrededor de 1,1 millones de canadienses sirvieron en el ejército canadiense, la Marina Real Canadiense, la Real Fuerza Aérea Canadiense y en otras fuerzas, con 42.000 muertos y otros 55.000 heridos. . El costo financiero, incluidos préstamos y obsequios a Gran Bretaña, fue de $ 22 mil millones. A diferencia de la Primera Guerra Mundial, el frente interno no estaba amargamente dividido.
Las fuerzas canadienses desempeñaron un papel importante en la invasión del continente, con especial responsabilidad en 1944-45 por la liberación de los Países Bajos. Las fuerzas canadienses inicialmente participaron en la ocupación de Alemania como parte de la fuerza de ocupación británica, pero en mayo de 1946 Mackenzie King retiró todas las fuerzas canadienses en Europa.

#### De la posguerra
Canadá jugó un papel muy pequeño en la ocupación de posguerra de Alemania. Cuando Gran Bretaña le pidió que proporcionara aviones de transporte y tripulaciones aéreas para el bloqueo de Berlín de 1948, Canadá se negó. Sin embargo, bajo el liderazgo entusiasta del primer ministro liberal Louis St. Laurent, se unió a la OTAN en 1949, a pesar de la oposición de algunos intelectuales, la extrema izquierda y muchos canadienses franceses.

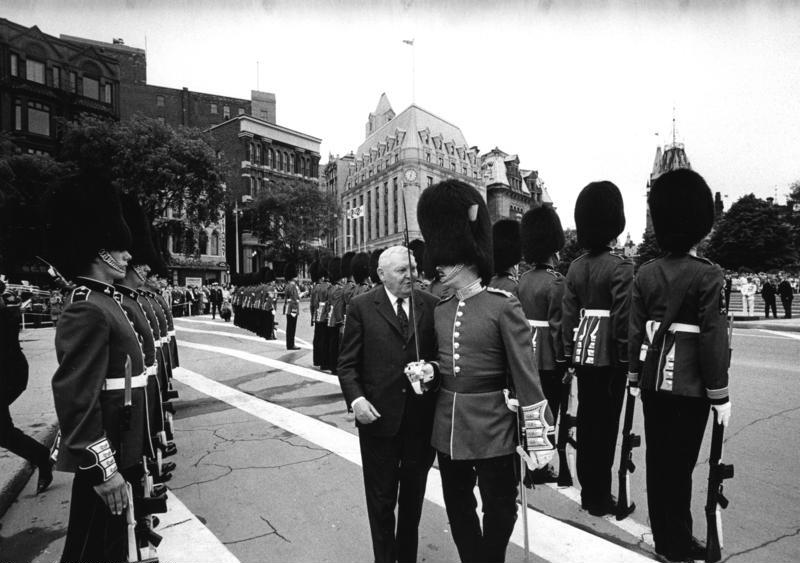
Una guardia de honor proporcionada por el Batallón de la Guardia Canadiense durante la visita del canciller de Alemania Occidental Ludwig Erhard a Ottawa en 1964.

El estallido de la guerra de Corea provocó un gran susto de guerra en ambos lados del Atlántico en 1950-51. En ese momento, existía la creencia generalizada de que la invasión norcoreana de Corea del Sur era una finta destinada a empantanar a las fuerzas estadounidenses en Corea para preparar el camino para una invasión soviética de Alemania Occidental. Cuando China entró en la guerra de Corea, haciendo retroceder a las fuerzas de las Naciones Unidas (la mayor parte de las cuales era el contingente estadounidense), hubo graves temores de que el mundo estuviera al borde de la Tercera Guerra Mundial. El 16 de enero de 1951, el comandante supremo aliado de la OTAN, el general Dwight D. Eisenhower, visitó Ottawa para pedir ayuda a Canadá. Significativamente, en sus conversaciones con el general Guy Simonds, Eisenhower estaba más preocupado por Alemania que por Corea, diciendo que quería que más fuerzas canadienses fueran a la primera en lugar de a la segunda. La visita de Eisenhower terminó con la promesa de St. Laurent de enviar dos divisiones canadienses a Alemania Occidental. Simonds escribió en ese momento que, dado que el envío no estaba disponible para mover dos divisiones a Europa, lo mejor era que los canadienses estuvieran allí antes de que comenzara la Tercera Guerra Mundial. En última instancia, por razones de costo y la falta de voluntad para imponer el servicio militar obligatorio, Canadá redujo sus fuerzas en Alemania Occidental a una brigada en lugar de las dos divisiones prometidas. En cambio, se prometió que se enviarían dos divisiones a Alemania Occidental en el caso de la Tercera Guerra Mundial a pesar de la declaración de Simonds de que Canadá no hizo el envío necesario para enviar dos divisiones a Alemania Occidental. El gobierno de St. Laurent apoyó el rearme de Alemania Occidental, un tema muy controvertido en la década de 1950, como la mejor manera de transferir la carga de defender Alemania Occidental a los alemanes.
La decisión de enviar una brigada a Alemania Occidental tenía la intención, al menos en parte, de calmar los temores internos en Canadá sobre el rearme de Alemania Occidental y permitir que Canadá tuviera una mayor participación en la OTAN. Después de que pasó el susto de guerra causado por la guerra de Corea, los funcionarios canadienses llegaron cada vez más a la conclusión de que era poco probable que la Unión Soviética invadiera Alemania Occidental, y el propósito de la brigada llegó a ser más político que militar. Se admitió en privado que una sola brigada era demasiado pequeña para hacer una diferencia seria en el caso de que el Ejército Rojo realmente invadiera Alemania Occidental, pero la mera existencia de la brigada le dio a Canadá un mayor peso en las relaciones tanto con los Estados Unidos como con los Estados Unidos. y los estados de Europa occidental de lo que de otro modo hubiera poseído.

#### Canadá vs Comunidad Europea
La fundación de la Comunidad Económica Europea (CEE) en 1957 generó nuevas tensiones. Los miembros fundadores de la CEE fueron Francia, Alemania Occidental, Italia, Bélgica, los Países Bajos y Luxemburgo. La CEE siguió una política proteccionista y una queja canadiense recurrente fue que los aranceles de la CEE hacían que los productos canadienses no fueran competitivos en los mercados de la CEE. Dado que Canadá había enviado una brigada para defender Alemania Occidental, muchos funcionarios canadienses se hicieron eco de las quejas estadounidenses de que la CEE debería reducir los aranceles sobre los productos de América del Norte. En 1958, el embajador de Canadá en Bonn, Charles Ritchie, envió una nota de protesta al canciller de Alemania Occidental, Konrad Adenauer, contra la política proteccionista de la CEE, que afirmaba que estaba causando mucha mala voluntad en Canadá, y le pidió a Adenauer que usara su influencia. con la CEE para bajar los aranceles. Durante una visita a Bonn en 1959, el ministro de Defensa canadiense , George Pearkes, amenazó con sacar a la brigada canadiense de Alemania Occidental a menos que la CEE redujera sus aranceles sobre los productos canadienses. El 3 de abril de 1969, el primer ministro canadiense , Pierre Trudeau, redujo en un 50 % las fuerzas canadienses de la OTAN en Europa.

#### Buenos términos entre Canadá y Alemania

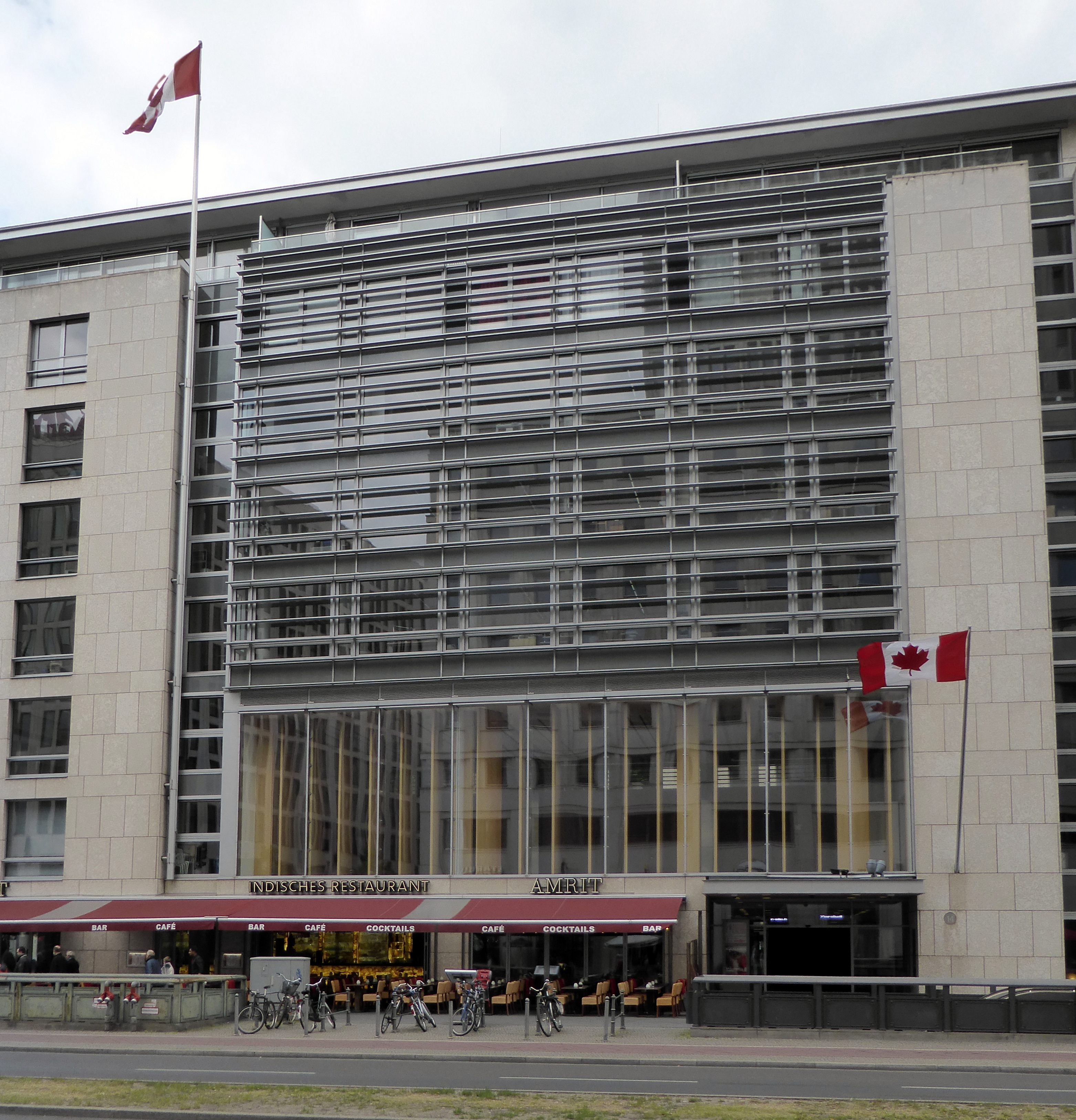
Embajada de Canadá en Berlín

En la década de 1970, las relaciones entre Canadá y Alemania Occidental fueron inusualmente amistosas y cercanas debido a la amistad entre el primer ministro Pierre Trudeau y el canciller Helmut Schmidt. John GH Halstead, el embajador canadiense en Bonn, declaró que la disputa "sin tanques, sin comercio" que se dijo que ocurrió en una cumbre Trudeau-Schmidt de 1975 era un "mito". Sin embargo, la cumbre terminó con la promesa de Schmidt de presionar a la CEE para que reduzca los aranceles sobre los productos canadienses a cambio de la promesa de Trudeau de gastar más en la OTAN. Schmidt le dijo a Trudeau que quería relaciones más estrechas con Canadá, diciendo que imaginaba que Alemania Occidental tendría dos socios norteamericanos en lugar de uno. Un aspecto importante de la política exterior de Trudeau en la década de 1970 fue buscar un "reequilibrio" de la economía canadiense tratando de comerciar más con la CEE y Japón como una forma de reducir la influencia económica estadounidense sobre Canadá. La declaración de Schmidt de apoyo al "reequilibrio" fue muy bien recibida en Ottawa. Trudeau además hizo que el ejército canadiense comprara 128 tanques Leopard construidos en Alemania Occidental para impulsar la industria armamentística de Alemania Occidental, a pesar de la oposición del departamento de Finanzas que consideró que comprar los tanques era un desperdicio. Canadá estableció relaciones diplomáticas con la República Democrática Alemana el 1 de agosto de 1975.

El 17 de septiembre de 1991, el ministro de Defensa canadiense, Marcel Masse, anunció que Canadá retiraría su brigada de Alemania en 1995 a menos que los alemanes quisieran que la brigada permaneciera. Finalmente, la brigada partió dos años antes de lo planeado y todas las fuerzas canadienses abandonaron Alemania el 30 de julio de 1993.

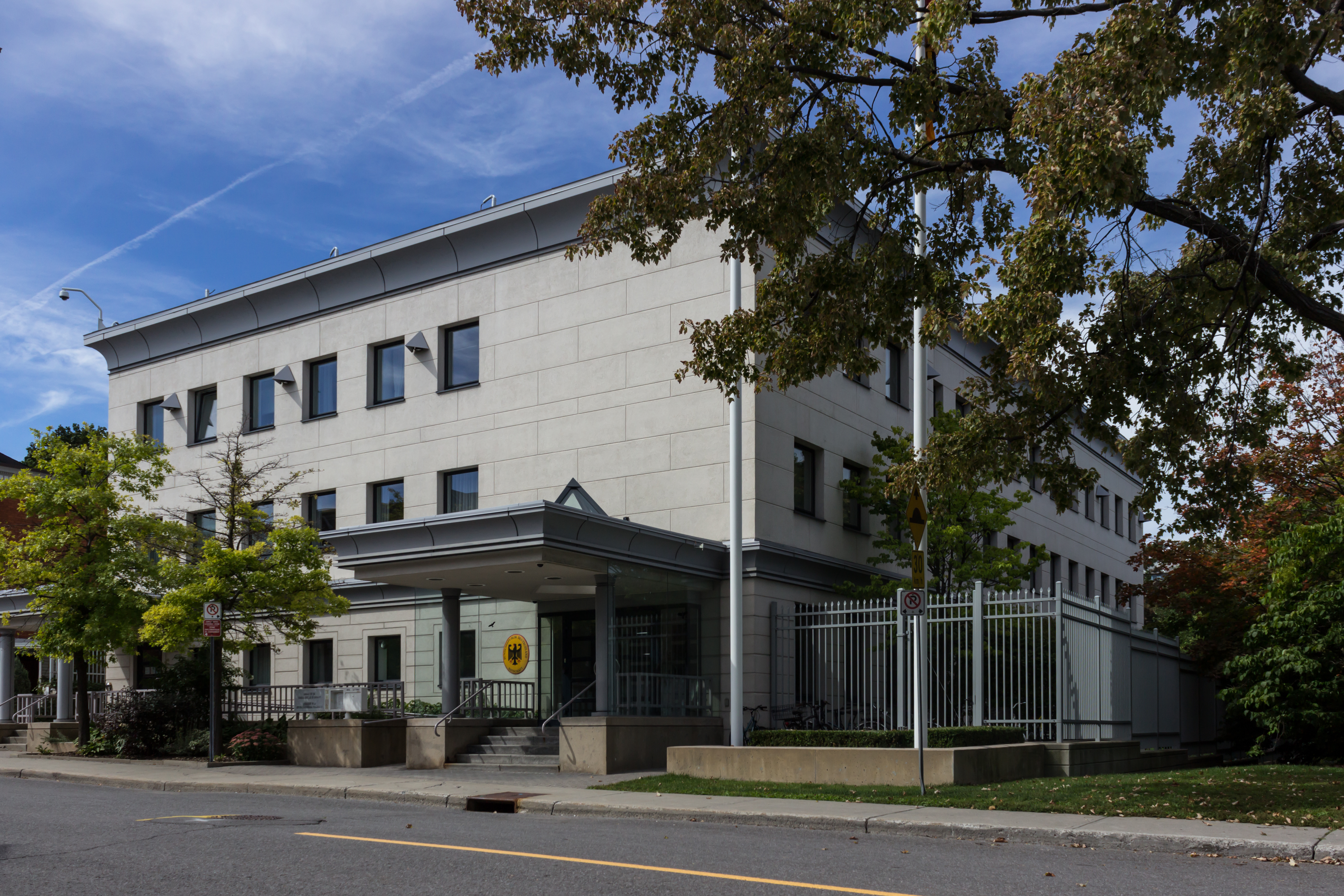
Embajada de Alemania en Ottawa

## Misiones
Además de su embajada en Ottawa, Alemania mantiene consulados en Toronto, Montreal y Vancouver. Los diplomáticos adicionales responsables de los archivos especializados también están acreditados desde Washington.

## Comercio
En 2006, Alemania fue el sexto destino de las exportaciones canadienses (0.9%) y la sexta fuente de importaciones de Canadá (2.8%).

## Migración
El 10% de los canadienses afirma tener alguna herencia alemana.

#### 1900–1933
- Grams, Grant. German emigration to Canada & the support of its Deutschtum during the Weimar Republic: the role of the Deutsches Ausland-Institut, Verein fur das Deutschtum in Ausland & German-Canadian organisations. (Peter Lang, 2001)
- Grams, Grant W. "The Deportation of German Nationals from Canada, 1919 to 1939." Journal of International Migration and Integration/Revue de l'integration et de la migration internationale 11.2 (2010): 219-237.

- Lawson, Robert (December 2007). «Ribbentrop in Canada 1910 to 1914: A Note». International History Review XXIX (4): 821-832. S2CID 159731198. doi:10.1080/07075332.2007.9641142.
- MacMillan, Margaret (2001). Paris 1919 Six Months That Changed the World. New York: Random House. ISBN 9780307432964.
- Röhl, John (2013). Wilhelm II Into the Abyss of War and Exile, 1900–1941. Cambridge: Cambridge University Press. ISBN 9781107728967.
- Sarty, Roger; Hadley, Michael (1991). Tin-pots and Pirate Ships Canadian Naval Forces and German Sea Raiders, 1880-1918. Montreal: McGill University Press. ISBN 9780773507784.

#### 1933-1945
- Ascher, Abraham (2012). Was Hitler a Riddle? Western Democracies and National Socialism. Stanford: Stanford University Press. ISBN 9780804784597.
- Bergen, Doris (2012). «Social Death and International Isolation: Jews in Nazi Germany, 1933-1939».  En Ruth Klein, ed. Nazi Germany, Canadian Responses Confronting Antisemitism in the Shadow of War. Montreal: McGill University Press. pp. 3-45. ISBN 9780773587373.
- Bloch, Michael (1992). Ribbentrop. New York: Crown Point. ISBN 0-517-59310-6.

- Graham Fry, Michael (1999). «Agents and Structures: The Dominions and the Czechoslovak Crisis, September 1938».  En Igor Lukes; Erik Goldstein, eds. The Munich Crisis, 1938 Prelude to World War II. London: Frank Cass. pp. 293—321. ISBN 0-7146-8056-7.

- Grams, Grant W. "The Deportation of German Nationals from Canada, 1919 to 1939." Journal of International Migration and Integration/Revue de l'integration et de la migration internationale 11.2 (2010): 219-237.
- Grams, Grant W. Coming Home to the Third Reich: Return Migration of German Nationals from the United States and Canada, 1933-1941 (McFarland, 2021).

- Granatstein, J. L. Canada's War: The Politics of the Mackenzie King Government, 1939-1945 (2nd ed. 1990)
- Hadley, Michael L. U-Boats Against Canada: German Submarines in Canadian Waters (1985), in WWII
- James, Patrick, Nelson Michaud, and Marc O'Reilly, eds. Handbook of Canadian foreign policy (2006).
- Milner, Marc. North Atlantic Run: The Royal Canadian Navy and the Battle for the Convoys (1985)

- Sarty, Roger F. Canada and the Battle of the Atlantic (1998)

- Teigrob, Robert (2019). Four Days in Hitler's Germany Mackenzie King's Mission to Avert a Second World War. Toronto: University of Toronto Press. ISBN 9781487505509.

#### Después de 1945
- Bothwell, Robert; Granatstein, Jack (1991). Pirouette Pierre Trudeau and Canadian Foreign Policy. Toronto: University of Toronto Press. ISBN 9780802068736.
- Bothwell, Robert; Granatstein, Jack (2017). Trudeau's World: Insiders Reflect on Foreign Policy, Trade, and Defence, 1968-84. Vancouver: University of British Columbia Press. ISBN 978-0774836401.
- Campbell, Isabel (2013). Unlikely Diplomats: The Canadian Brigade in Germany, 1951–64. University of British Columbia Press.
- Grams, Grant W. "T.O.F. Herzer and His work with German-speaking Immigration to Canada"  Journal of the Canadian Church Historical Society, Fall 2006.
- Maloney, Sean M. War Without Battles: Canada's NATO Brigade in Germany, 1951-1993 (McGraw-Hill Ryerson, 1997).
- Rempel, Roy. Counterweights : The Failure of Canada's German and European Policy, 1955-1995 (1996)